# Sephisa chandra
Sephisa chandra ist ein in Südostasien vorkommender Schmetterling (Tagfalter) aus der Familie der Edelfalter (Nymphalidae).

## Merkmale

### Falter
Die Falter erreichen eine Flügelspannweite von 70 bis 90 Millimetern. Zwischen den Geschlechtern besteht ein deutlicher Sexualdimorphismus. Bei den Männchen ist die Grundfarbe der Vorderflügel schwarz und wird von einer gelben inneren sowie einer weißen äußeren, jeweils mehrmals von den schwarzen Adern unterbrochenen schmalen Querbinde durchzogen. Nahe der Flügelspitze sind kleine weiße Flecke und Punkte erkennbar. Die Grundfarbe der Hinterflügeloberseite ist gelb bis gelborange und in der Submarginalregion sowie am Saum schwarz. Deutlich hebt sich ein schwarzer Diskalfleck hervor. Die Flügelunterseiten bilden die Zeichnung der Oberseiten in ähnlicher Form ab, zuweilen schillern einige helle Flecke leicht bläulich. Die Weibchen unterscheiden sich in erster Linie durch die Färbung der Hinterflügeloberseite, die von weißlich bis schwärzlich variieren kann. Auf der Vorderflügeloberseite ist das weiße Fleckenmuster stärker ausgedehnt als bei den Männchen. Auch bei den Weibchen scheint die Zeichnung der Flügeloberseite leicht abgeschwächt auf die Unterseite hindurch.

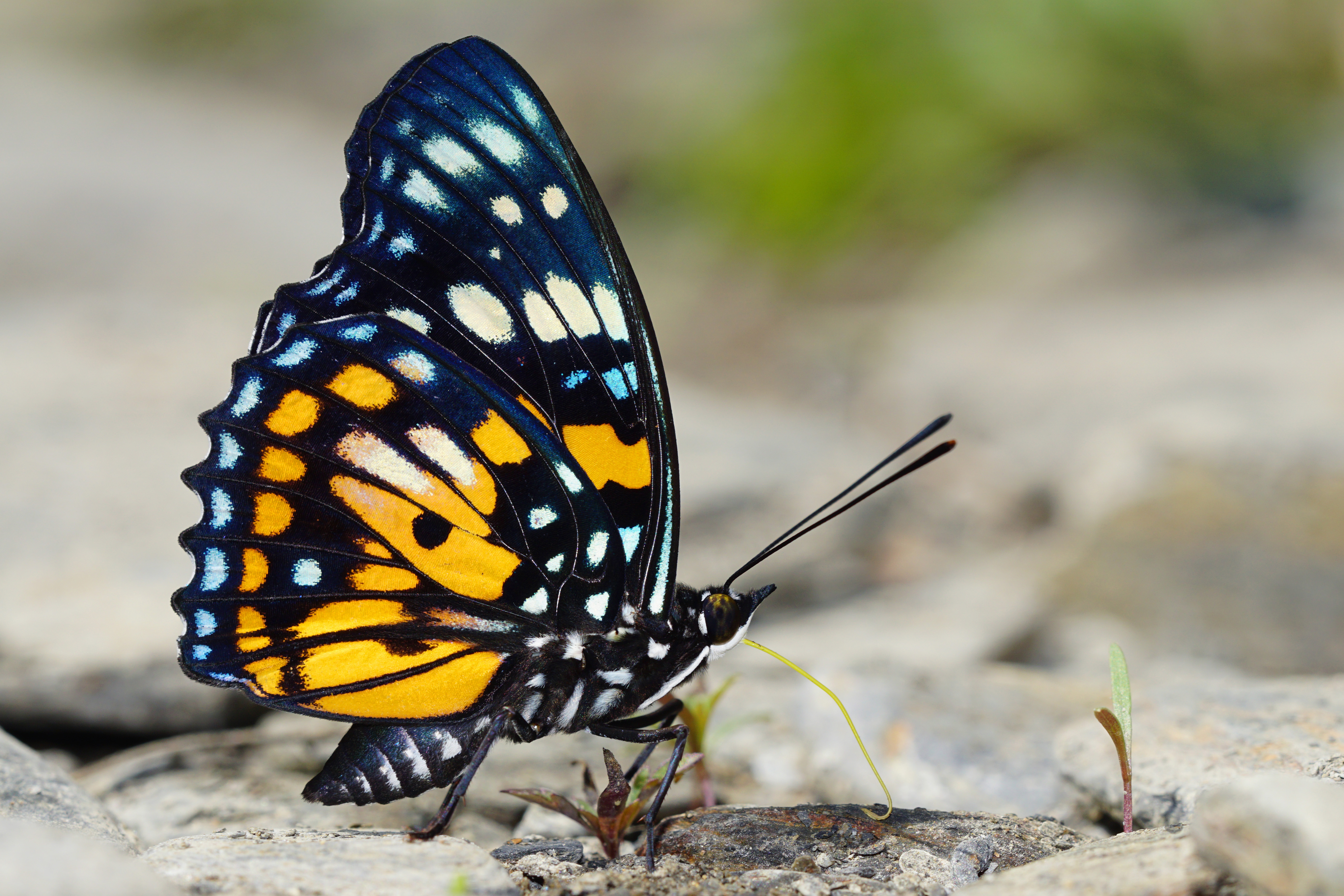
Flügelunterseite Männchen
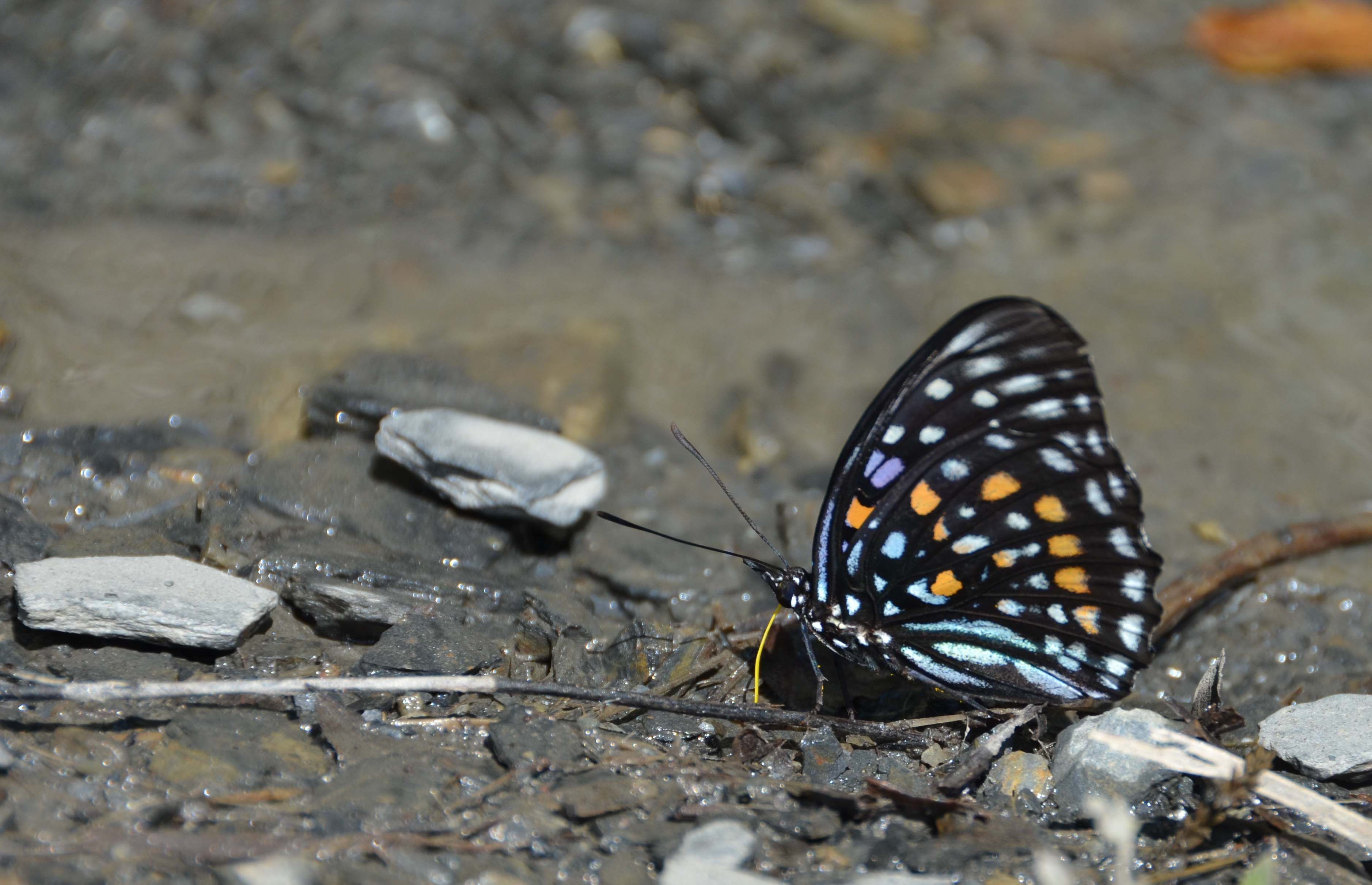
Flügelunterseite Weibchen
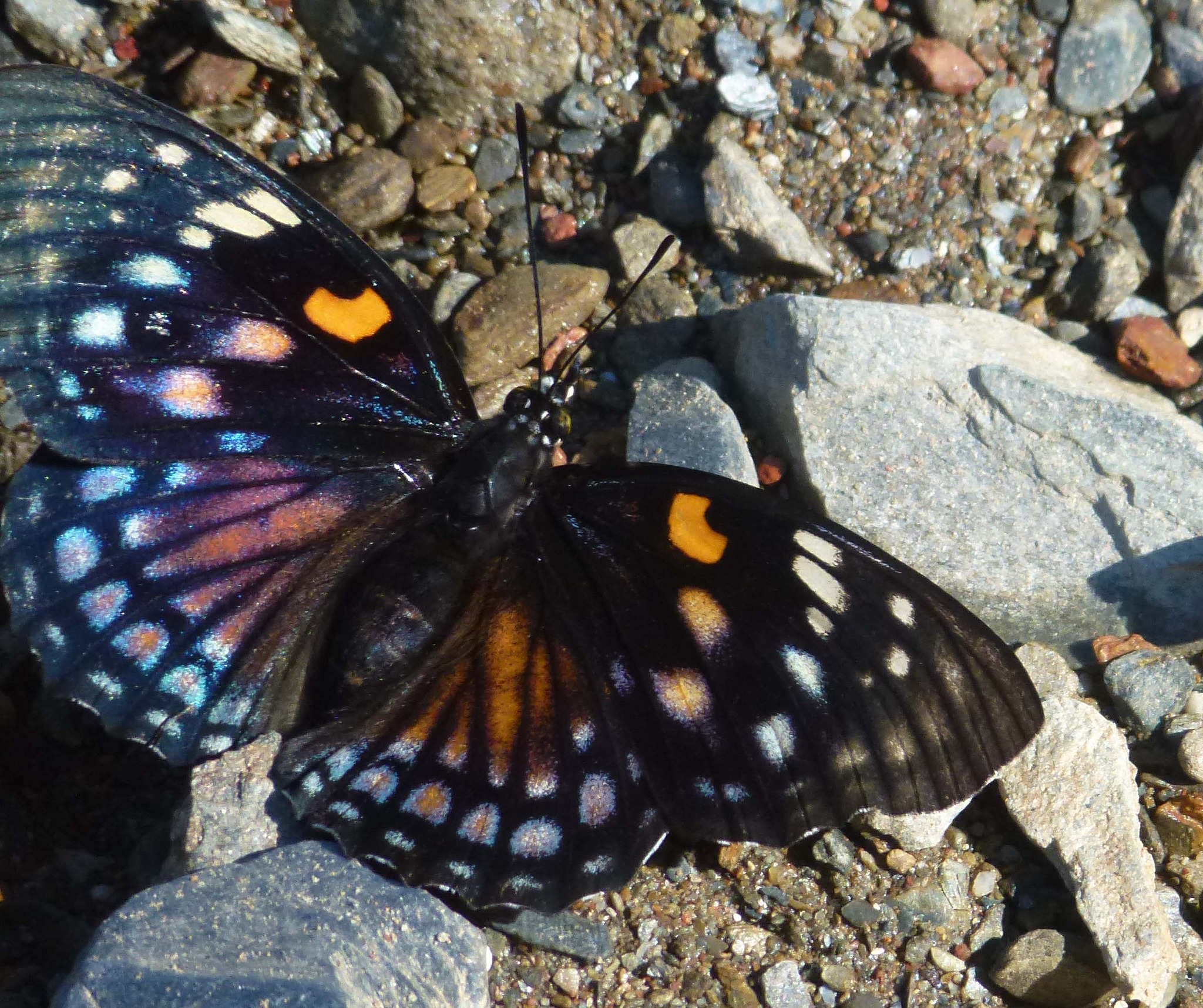
Weibchen (dunkle Form)
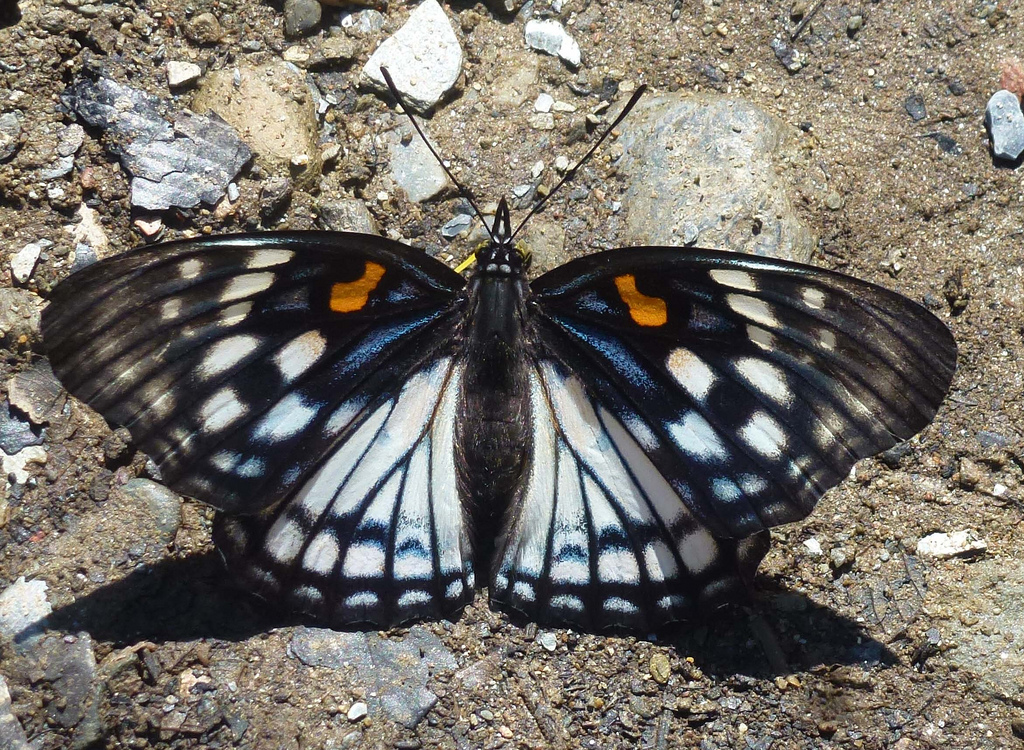
Weibchen (helle Form)

### Präimaginalstadien
Die ersten Stände sind noch nicht beschrieben.

### Ähnliche Arten
Den farblich und zeichnungsmäßig ähnlichen Faltern von Sephisa dichroa fehlen die weißen Flecke auf der Vorderflügeloberseite.

## Verbreitung, Unterarten und Lebensraum
Sephisa chandra kommt in Indien, Malaysia, Nepal, Bhutan, Myanmar, Thailand, im Südosten China und auf Taiwan vor. In den einzelnen Vorkommensgebieten werden derzeit vier Unterarten geführt. Die Art besiedelt vorzugsweise Regenwälder in Höhenlagen zwischen 200 und 1000 Metern.

## Lebensweise
Die Falter fliegen in mehreren Generationen, schwerpunktmäßig in den Monaten Mai und Oktober. Sie besuchen gerne feuchte Erdstellen, um Flüssigkeit und Mineralstoffe aufzunehmen. Die Raupen ernähren sich von den Blättern von Quercus morii. Details zur Lebensweise der Art müssen noch erforscht werden.

## Gefährdung
Sephisa chandra ist in Indien unter Schedule I of the Wildlife (Protection) Act von 1972 geschützt.